# Marquesado de la Fuensanta de Palma
El título nobiliario de marqués de la Fuensanta de Palma fue otorgado por la reina Isabel II de España el 1 de noviembre de 1864 a Jaime Conrado y Berard, caballero de Santiago.

## Marqueses de la Fuensanta de Palma
|                                  | Titular                                 | Periodo                          |
| Creación por Isabel II de España | Creación por Isabel II de España        | Creación por Isabel II de España |
| -------------------------------- | --------------------------------------- | -------------------------------- |
| I                                | Jaime Conrado y Berard                  | 1864-1870                        |
| II                               | Mariano Conrado y Asprer de Neoburgo    | 1871-1883                        |
| III                              | Jaime Conrado y Contestí                | 1883-1894                        |
| IV                               | Antonio Conrado y Contestí              | 1894-                            |
| V                                | Mariano Conrado y Villalba              | 1956-1972                        |
| VI                               | Antonio Conrado y del Castillo-Olivares | 1973-1997                        |
| VII                              | Ricardo Conrado y Krahe                 | actual titular                   |